# Kohlekraftwerk

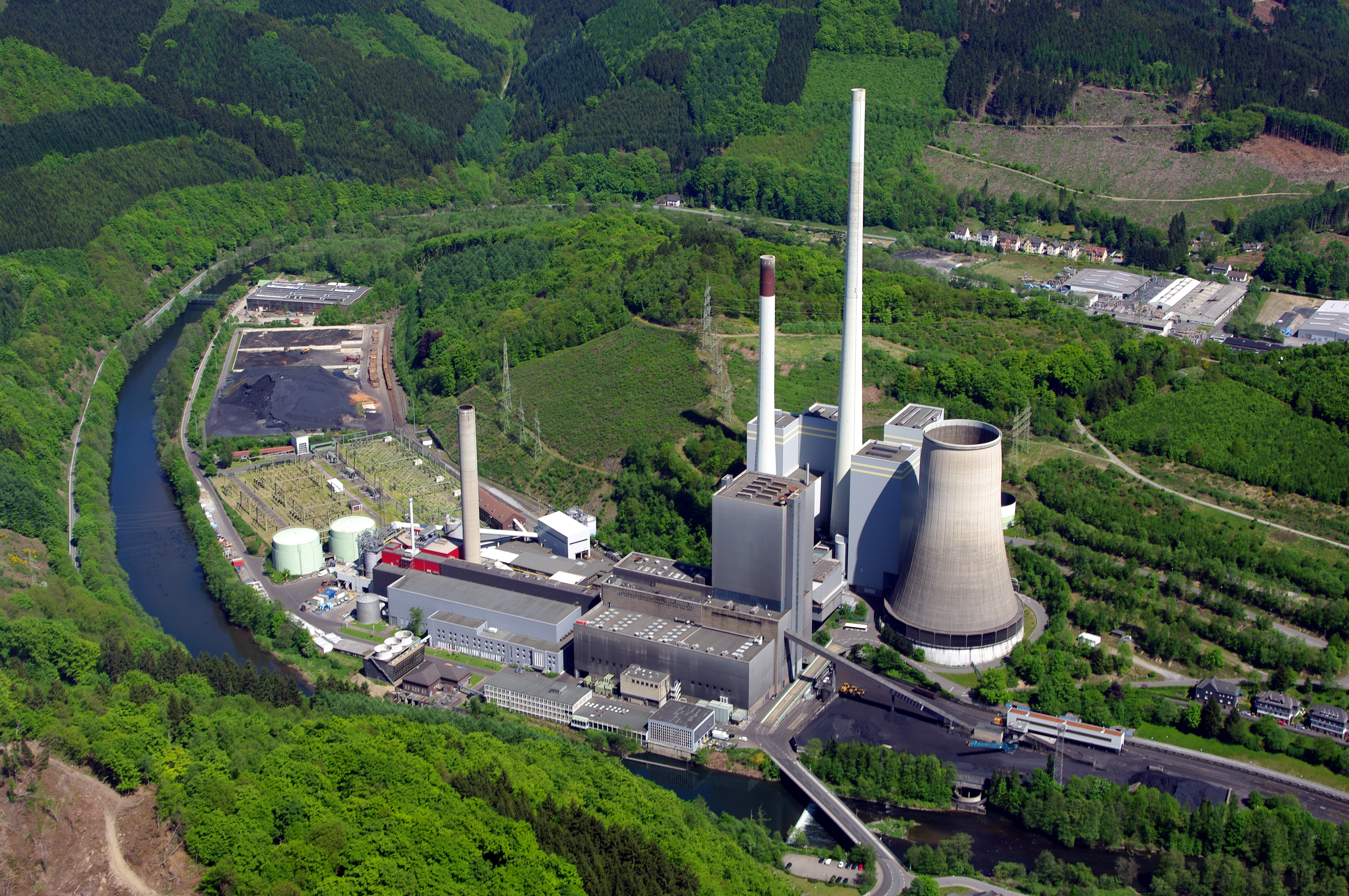
Kohlekraftwerk Werdohl-Elverlingsen im Jahr 2008. Stillgelegt 2014, seit 2018 Batterie-Speicherkraftwerk

Stoff- und Energieflüsse eines Kohlekraftwerks

Ein Kohlekraftwerk ist ein Dampfkraftwerk, in dem Kohle verbrannt wird, um elektrischen Strom zu erzeugen. Es gibt Kraftwerke für Braunkohle und für Steinkohle. Die Kraftwerkstypen sind speziell für den jeweiligen Brennstoff mit seinen verfahrenstechnischen Eigenheiten, seinem Heizwert und seinen Ascheanteilen konzipiert.
Weltweit hatte der Kohlestrom im Jahr 2024 einen Anteil von 35 Prozent bei der Erzeugung von elektrischem Strom, 2015 waren es 40,7 Prozent gewesen.
In Deutschland wird mit braunkohlegefeuerten Kohlekraftwerken Strom für die Grundlast und mit Steinkohle hauptsächlich für die Mittellast erzeugt, wobei 2016 aus Braunkohle 22,2 % (134,9 TWh) und aus Steinkohle 16,4 % (99,8 TWh) des Stroms als Netzeinspeisung erzeugt wurden. Die Werte beinhalten nicht Erzeugung für den Eigenbedarf. 2024 waren bei der Netzeinspeisung 15,1 % (71,10 TWh) aus Braunkohle und 5,14 % (24,16 TWh) aus Steinkohle. Ein einzelner Kraftwerksblock hat eine typische elektrische Leistung von bis zu 1000 Megawatt.
Außer in der VR China werden seit etwa 2018 mehr alte Kapazitäten stillgelegt als neue in Betrieb genommen. In Europa wurden im Jahr 2020 Kohlekraftwerke mit geschätzt 8.300 MW Kapazität stillgelegt.

## Anlagenteile

Anteile der Stromerzeugung aus Kohle international

Ein Kohlekraftwerk besitzt folgende typische Anlagenteile:
- Kesselhäuser für Heiz-/Dampfkessel und Kohlemühlen
- Kohleförderbandanlagen, Brechertürme und Bunkerschwerbauten (Mittelschwerbauten) für Transport, Aufbereitung, Zwischenlagerung und Zuteilung der Brennstoffe,
- Maschinenhäuser für Dampfturbinen, Generatoren, Speisewasserpumpen und Kondensatoren,
- Umspannanlagen mit Transformatoren,
- Elektrisches Eigenbedarfsnetz,
- Anlagen zur Rauchgasreinigung,
- Kühltürme (entfallen bei Fluss- oder Meerwasserkühlung),
- Schornsteine (teilweise in Kühltürme integriert),
- Anlagen zur Erzeugung von Kesselspeise- und Kühlwasser aus dem zur Verfügung stehenden Rohwasser,
- Anlagen zur Behandlung des Rohwassers und von Asche, Schlacke sowie sonstigen Nebenprodukten,
- Freie Flächen zur Lagerung der Brennstoffe,
- Nebengebäude für die Verwaltung, Leitwarten und für die umfangreichen Prüflabore

## Prinzipielle Funktionsweise

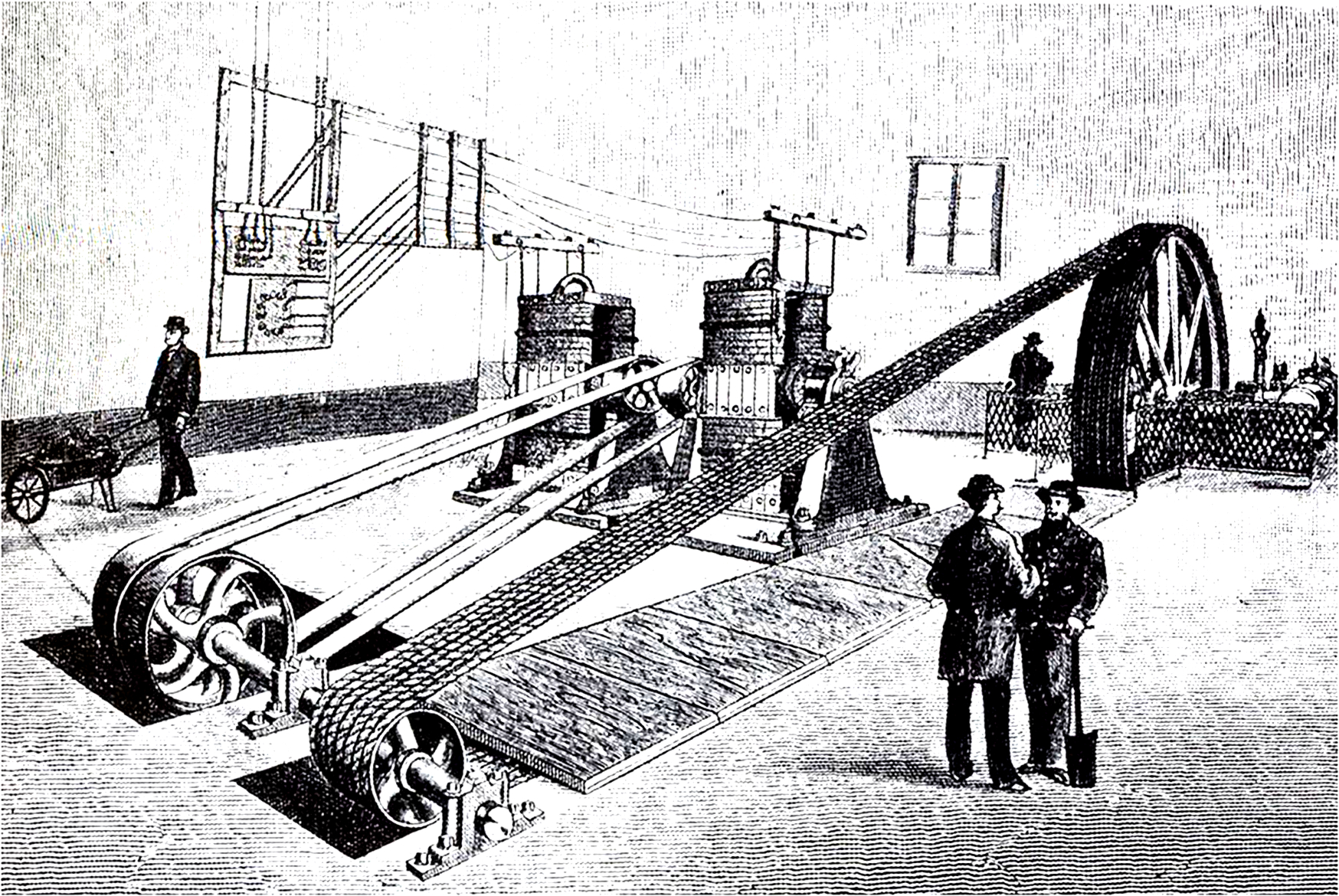
Bahneigenes Kraftwerk für 300 V Gleichstrom der Frankfurt-Offenbacher Trambahn-Gesellschaft von 1884

In einem Kohlekraftwerk gelangt die Braun- bzw. Steinkohle zuerst über die Kohleförderbandanlagen in den Bunkerschwerbau. Dabei passiert die Kohle eine Fremdkörper-Abscheideanlage, die z. B. Xylit aussondert, und einen Brecherturm, der die Kohle zerkleinert. Mittels Zuteiler-Förderbändern wird die Kohle auf die einzelnen Kohlemühlen verteilt. In den Kohlemühlen wird die Kohle gemahlen sowie mit Abgasen aus der Staubfeuerung getrocknet und in den Brennerraum der Staubfeuerung eingeblasen und dort vollständig verbrannt. Die dadurch frei werdende Wärme wird von einem Wasserrohrkessel aufgenommen und wandelt das eingespeiste Wasser in Wasserdampf um. Der Wasserdampf passiert den Überhitzer und strömt über Rohrleitungen zur Dampfturbine, in der er einen Teil seiner Energie abgibt, sich entspannt und abkühlt. Nach der Turbine folgt ein Kondensator, in dem der Dampf seine Wärme an das Kühlwasser überträgt und kondensiert.
Eine Speisewasserpumpe fördert das entstandene flüssige Wasser als Speisewasser erneut in den Wasserrohrkessel, womit der Kreislauf geschlossen wird. Zur Vorwärmung des Speisewassers im Economiser sowie der über den Frischlüfter angesaugten Verbrennungsluft im Luftvorwärmer (LUVO), nutzt man die Rauchgase aus dem Brennraum. Optional sind Dampf-Luftvorwärmer vorgeschaltet. Die in der Turbine erzeugte mechanische Leistung wird mit dem von ihr angetriebenen Generator (Turbosatz) zur Stromerzeugung genutzt.
Das im Brennerraum durch Verbrennung entstandene Rauchgas wird einer Rauchgasreinigung (Entstaubung mit Elektrofilter, Rauchgasentschwefelung und evtl. Rauchgasentstickung) unterzogen, bevor es über den Schornstein bzw. manchmal über den Kühlturm das Kraftwerk verlässt.
Das im Kondensator erwärmte Kühlwasser wird im Kühlturm gekühlt, teilweise erneut verwendet oder in ein vorhandenes Fließgewässer abgegeben.
In der Rauchgasentschwefelung entsteht sogenannter REA-Gips (auch Kraftwerkgips genannt), der von der Baustoffindustrie genutzt wird und zum Beispiel in der Gipsindustrie rund 60 Prozent des Rohstoffbedarfs abdeckt.
Die Asche des Brennstoffes wird als Schlacke aus dem Brennerraum oder als Flugasche aus dem Elektrofilter abgezogen. Sie wird deponiert oder teilweise als Zuschlagstoff für Zement verwendet.

Vereinfachtes Diagramm eines Kohlekraftwerkes

### Steuerung der Abläufe
Sämtliche im Kohlekraftwerk anfallenden Informationen (Messwerte, Schaltzustände, Stellglied-Stellungen) werden in der Leitwarte angezeigt, ausgewertet und verarbeitet. Die Steuerungstechnik muss wesentliche Prozesse selbsttätig führen, da das System zu kompliziert ist, um von Menschen gesteuert werden zu können. Das Personal kann begrenzt in den Betriebsablauf eingreifen, um beispielsweise die Leistung zu drosseln. Die Steuerungsbefehle werden an Hilfsantriebe (Stellglieder) übermittelt und bewirken in teilweise großer Entfernung von der Leitwarte beispielsweise das Öffnen oder Schließen einer Armatur oder eine Veränderung der zugeführten Brennstoffmenge.

### Anfahrverhalten

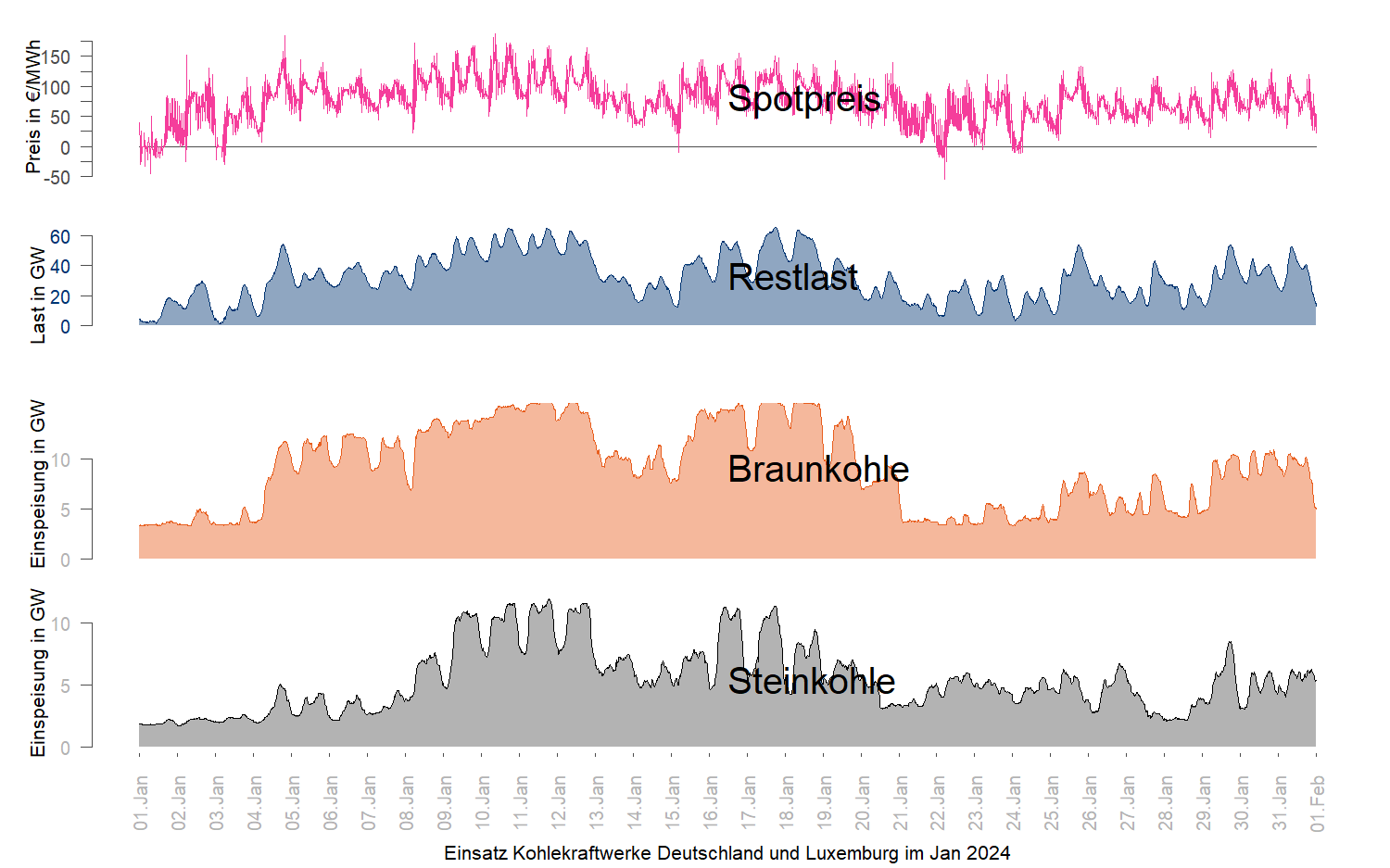
Aggregierte Einspeisung der Kohlekraftwerke, Dayahead Preis und Residuallast in Deutschland und Luxemburg im Januar 2024, Daten Entso-E-Transparenzplattform

Bei den meisten Wasserkraftwerken kann die Leistung bei Bedarf im Sekundenbereich erhöht und reduziert werden (siehe auch Lastfolgebetrieb); ähnlich ist es bei Gaskraftwerken. Kohlekraftwerke können dagegen nur deutlich langsamer auf einen Wechsel der Lastanforderung reagieren. Die angegebenen Zeiten decken das Zünden des ersten Brenners bis zum Erreichen der Volllast ab. Beim Anfahren eines Kohlekraftwerks wird zwischen Heißstart, Warmstart und Kaltstart unterschieden. Heißstart bezeichnet ein Anfahren nach einem Stillstand von weniger als 8 Stunden, ein Warmstart den Zeitraum von 8 bis 48 Stunden und ein Kaltstart ein Wiederanfahren nach einem Stillstand von mehr als 48 Stunden.
Steinkohlekraftwerke benötigen für einen Heißstart 2 bis 4 Stunden; ein Kaltstart nach längerem Stillstand dauert 6–8 Stunden. Braunkohlekraftwerke benötigen für einen Kaltstart 9 bis 15 Stunden und sind deutlich schlechter regelbar. Zudem können heutige Braunkohlekraftwerke nicht unter 50 % Leistung gedrosselt werden, da sonst die Kesseltemperatur zu stark absinken würde. Eine größere Regelbarkeit wird angestrebt, wobei jedoch ein Herunterregeln auf unter 40 % der Nennleistung als unwahrscheinlich gilt.
Werden Kohlekraftwerke im Teillastbetrieb gefahren, sinkt der Wirkungsgrad etwas ab. Bei den modernsten Steinkohlekraftwerken liegt der Wirkungsgrad im Volllastbetrieb bei ca. 45–47 %. Werden diese Kraftwerke auf 50 % Leistung gedrosselt sinkt der Wirkungsgrad auf 42–44 % ab.
Kohlekraftwerke hatten 2012 deutliche Flexibilisierungspotenziale gegenüber dem damaligen Stand. Sie waren und sind dennoch im Wirkungsgrad, maximaler Änderung der Last in fünf Minuten sowie Anfahrzeit Kaltstart den GuD-Kraftwerken sowie Gasturbinen unterlegen, selbst wenn die technischen Optimierungspotenziale ausgeschöpft werden können. Zudem sind Gas-Einheiten in der Regel deutlich kleiner als Kohle-Einheiten und können somit gut in Kaskaden betrieben werden.
Aufgrund ihres schwerfälligen Anfahrverhaltens zahlen besonders Braunkohlekraftwerke zuweilen Negative Strompreise, damit sie ihren Strom abgenommen bekommen. Braunkohlekraftwerke und Kernkraftwerke sind am stärksten von diesem Phänomen betroffen, wenn niedriger Bedarf mit hohen Einspeisungen z. B. von Windenergie zusammentreffen. So war zwischen September 2008 und Mai 2010 während 91 Stunden an der Strombörse ein negativer Strompreis zu verzeichnen; während dieser Zeit speisten Windkraftanlagen überdurchschnittlich viel Leistung ins Netz ein (über 10 GW). In Zeiten negativer Börsenstrompreise liefen Braunkohlekraftwerke mit einer Auslastung von bis zu 73 %, bei Niedrigpreisen mit bis zu 83 % weiter, da sie nicht flexibel genug heruntergefahren werden konnten. Eine Auslastung von 42 % wurde dabei nie unterschritten.

### Wirkungsgrad

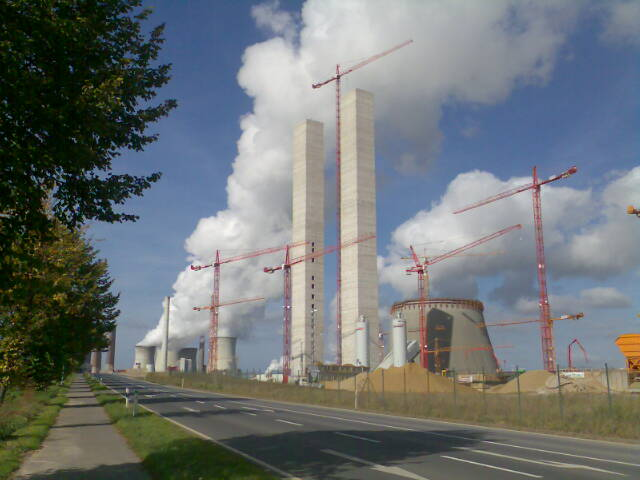
Großbaustelle der
Blöcke F und G des Braunkohlekraftwerks mit optimierter Anlagentechnik (BoA) Neurath bei Grevenbroich

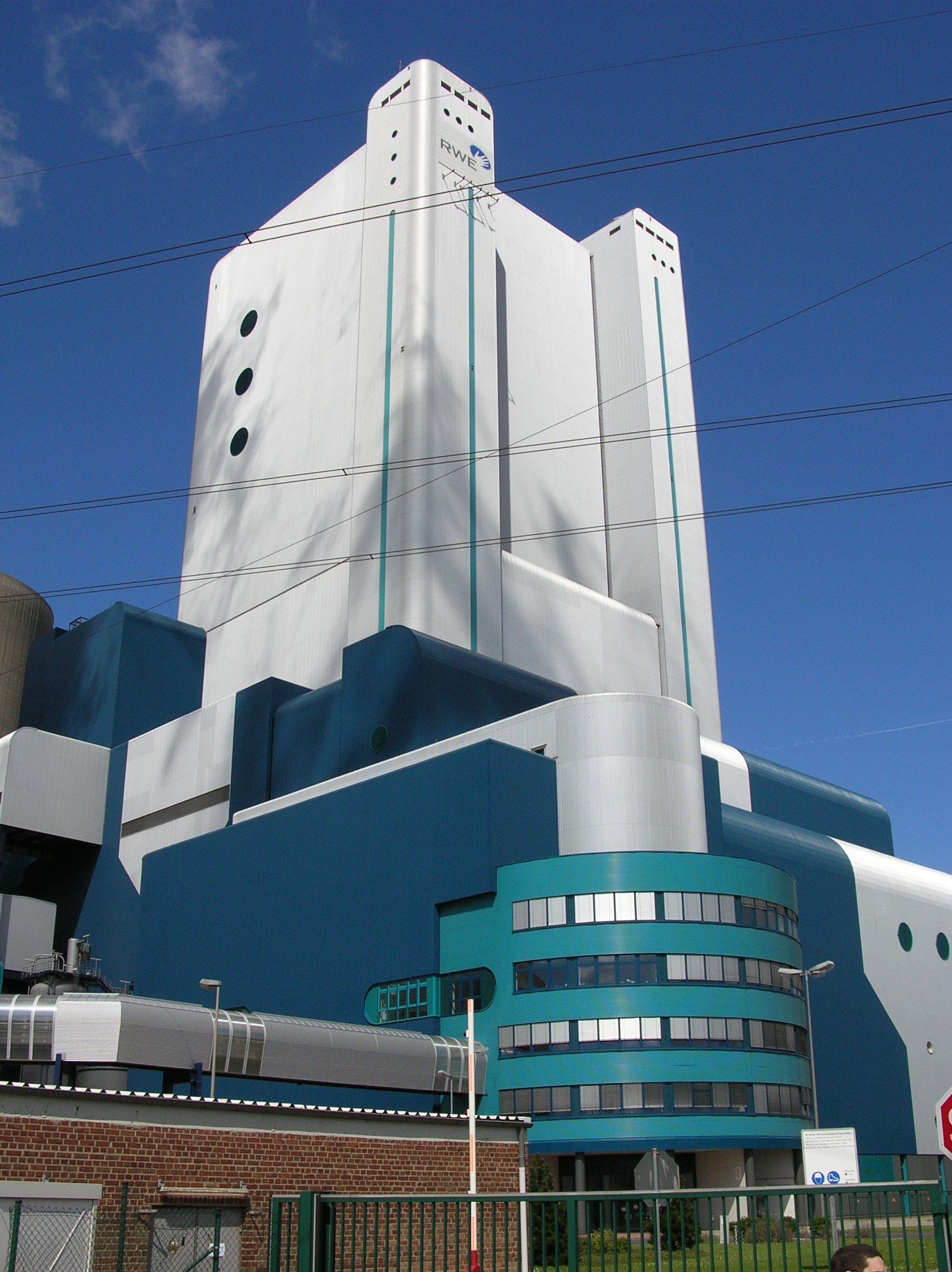
BoA-Block in Niederaußem im April 2006

Der Wirkungsgrad von Kohlekraftwerken liegt üblicherweise im Bereich von 30 bis 40 %, moderne überkritische Kraftwerke können bis zu 45 % erreichen. In Deutschland lagen die mittleren Wirkungsgrade im Jahr 2019 bei Braunkohlekraftwerken bei 39,5 % bzw. bei Steinkohlekraftwerken bei 43,7 %. In anderen Staaten, insbesondere in Schwellenländern und Entwicklungsländern, liegen die Wirkungsgrade z. T. deutlich niedriger.
Zur Verbesserung des Wirkungsgrades von Kohlekraftwerken muss neben der optimalen Führung und Gestaltung der Verbrennung der Wasserdampf mit einer möglichst hohen Temperatur in die Dampfturbine eintreten und diese mit einer möglichst niedrigen Temperatur wieder verlassen. Die hohe Eintrittstemperatur wird durch Überhitzen erreicht, einer auch bei Dampfmaschinen angewendeten Methode. Der Dampf hat eine Temperatur von über 600 °C, angestrebt wird eine Temperatur von 700 °C, was derzeit noch auf Materialprobleme stößt. Der Dampf gelangt dann in die Hochdruck-Dampfturbine und danach erneut in einen Zwischenüberhitzer, wo er wiederum auf etwa 600 °C aufgeheizt wird. Die Mitteldruck- und Niederdruck-Turbine sorgen für die weitere Entspannung und Abkühlung. Die Grenze für die höchste Temperatur ist die Hitzebeständigkeit der verwendeten Stähle für die Rohre des Überhitzers. Die niedrige Austrittstemperatur des Dampfes wird durch einen nachgeordneten Kondensator verwirklicht – der Dampf kann sich bis zu geringen Drücken entspannen, die weit unterhalb des Atmosphärendruckes liegen. Man hält daher die Eintrittstemperatur des Kühlwassers in den Kondensator gering.  Die Berohrung des Kondensators wird kontinuierlich durch das Kugelumlaufverfahren von Verschmutzungen befreit, da Verunreinigungen an dieser Stelle den gesamten Wirkungsgrad verringern. Die niedrigstmögliche Temperatur ist die Kondensationstemperatur, da Wassertröpfchen in der Turbine wegen Verschleiß vermieden werden müssen. Die letzten Turbinenstufen sind sehr groß und tragen nur zu Prozentbruchteilen zum Wirkungsgrad bei.
Die Verbrennungsgase werden nach dem Verlassen des Dampferzeugers zur Luft- und Speisewasservorwärmung genutzt, bevor sie in den Elektrofilter gelangen. Sie dürfen nicht kälter als etwa 160 °C sein, um Säurekondensation und somit Korrosion zu vermeiden. Die dann im Abgas noch vorhandene Restwärme wird zur Luftvorwärmung genutzt, bevor das Gas in die Rauchgasentschwefelung gelangt. Durch die meist wässrigen Entschwefelungsverfahren werden die Abgase feucht und kühl, sodass die Ableitung über Schornsteine wegen fehlendem Zug problematisch ist. Eine Variante ist das Einleiten der gereinigten Abgase in die Kühltürme, sofern vorhanden.
Eine Verbesserung des Gesamtwirkungsgrades (Brennstoffausnutzung) ist durch Nutzung der Kraft-Wärme-Kopplung möglich, wegen der dezentralen Standorte der Kraftwerke in der Nähe der Lagerstätten der Kohle und nicht in der Nähe der Abnehmer der Wärme jedoch gerade bei den Großkraftwerken praktisch nicht realisierbar. Zudem wird in den warmen Jahreszeiten keine Heizwärme benötigt. Es gibt jedoch Erfahrungen mit mehr als 20 km langen Fernwärmeleitungen (Kernkraftwerk Greifswald). Einige Großkraftwerke des rheinischen Braunkohlereviers haben in diesem Radius potenzielle Abnehmer von Fernwärme.
Bei der Braunkohleverstromung wird der derzeitige Stand der Technik von Braunkohlekraftwerken mit sogenannter „optimierter Anlagentechnik“ (RWE-Bezeichnung BoA) repräsentiert. Im Kraftwerk Niederaußem ist der erste Block in Betrieb, eine weitere Anlage mit zwei Kraftwerksblöcken im Kraftwerk Neurath von RWE seit 2012. Zwei Blöcke mit einer installierten Leistung von je 1100 Megawatt haben einen Wirkungsgrad von mehr als 43 %. Der 2012 in Betrieb genommene 675-MW-Block des Kraftwerks Boxberg (Firma LEAG) erreicht 43,7 % Wirkungsgrad. Effizienz steigernde Potentiale sind höhere Dampftemperaturen mittels neuer Werkstoffe, Kohletrocknung mit Wärmerückgewinnung und optimierte Rauchgasreinigung.
Die Vortrocknung der Braunkohle bewirkt eine Effizienzsteigerung von bis zu 4 Prozentpunkten, wenn es gelingt, die hierzu benutzte Wärme wiederzugewinnen. Die Abkürzung WTA steht für Wirbelschichttrocknung mit Abwärmenutzung. Die trockene Kohle verbrennt mit bis zu 100 K höherer Temperatur, wodurch die Stickoxid-Emissionen etwas steigen.
Bezieht man den Energieaufwand für die Brennstoffversorgung mit ein, so sinkt der Wirkungsgrad. Der Energieaufwand hängt von den Faktoren Gewinnungsart der Kohle (Tagebau oder Untertagebau) und Länge des Transportweges zum Kraftwerk ab.

## Beitrag zur Stromwirtschaft
Kohlekraftwerke waren 2024 weltweit die wichtigste Stromquelle: 10736 TWh an elektrischem Strom wurden aus Kohle erhalten, das waren 34,5 % der weltweiten Erzeugung von 31153 TWh. Dieser Anteil am Strommix war der niedrigste, den die Internationale Energieagentur seit ihrer Gründung 1974 berichtet hat. Trotzdem erreichte der Kohleverbrauch und auch der Kohlestrom 2024 ein neues Rekordhoch: Nachdem 2022 weltweit 10452 TWh aus Kohle und 2023 insgesamt 10645 TWh daraus erhalten worden waren, war die Kohlestromerzeugung 2024 nochmals um ein Prozent angestiegen. Über ein Drittel des Kohleverbrauchs der Welt erfolgt in chinesischen Kraftwerken. 2024 erreichte der Kohlebedarf in Indien ein Rekordhoch, wobei fast drei Viertel der in Indien genutzten Kohle in Kraftwerken verbrannt wird.
Die Kohleverstromung in Europa halbierte sich in den fünf Jahren von 2015 bis 2020. Sie hält jetzt noch einen Anteil von 13 % am europäischen Strommix. Die Bedeutung in den einzelnen europäischen Ländern variiert dabei stark. So hielt 2017 die Kohleverstromung in Polen einen Anteil von 81 % an der Stromversorgung, in Schweden nur einen Anteil von 1 %. In Deutschland betrug im Jahr 2020 der Anteil an der Stromerzeugung 24,8 %. Kohlekraftwerke sind im Gegensatz zu Kernkraftwerken mittellastfähig. In der deutschen Stromwirtschaft leisten sie einen signifikanten Beitrag zur Darstellung der Residuallast nach Abzug von Wind- und Solareinspeisung.

## Ökologische und soziale Probleme
Kohlekraftwerke stehen aus einer Reihe von Gründen in der Kritik von Wissenschaft, Umweltschutz- und Naturschutzorganisationen und Menschenrechtlern. Hauptgründe hierfür sind die schlechte Treibhausgasbilanz von Kohlekraftwerken, ihr hoher Schadstoffausstoß, die damit verbundenen ökologischen und ökonomischen Folgen sowie soziale Probleme infolge des Kohleabbaus.

### Auswirkungen auf das Klima
Da Kohle einen höheren Kohlenstoffanteil im Brennstoff aufweist als Kohlenwasserstoffe wie Erdgas oder Erdöl, wird durch die Verbrennung von Kohle physikalisch bedingt mehr Kohlenstoffdioxid pro gewonnener Energieeinheit freigesetzt als bei anderen fossilen Brennstoffen. Die zunehmende Freisetzung des Treibhausgases Kohlendioxid seit Beginn der Industriellen Revolution ist die Hauptursache der globalen Erwärmung. Etwa 78 % der gesamten anthropogenen Treibhausgasemissionen im Zeitraum 1970 bis 2010 sind auf die Verbrennung fossiler Energieträger zurückzuführen. Braunkohlekraftwerke stoßen mit 850–1200 g CO2 pro kWh mehr Kohlendioxid aus als Steinkohlekraftwerke mit 750–1100 g CO2 pro kWh. Damit liegt der Ausstoß von Kohlekraftwerken deutlich höher als der der ebenfalls fossil betriebenen GuD-Gaskraftwerke, die 400–550 g pro kWh emittieren. Bei Einsatz aktueller Technik, wie z. B. im Gas-Kraftwerk Irsching, beträgt dieser Ausstoß nur 330 g CO2 pro kWh. Noch deutlich geringere Emissionen weisen erneuerbare Energien auf: Während Windenergie und Wasserkraft ca. 10–40 g/kWh Kohlendioxidemission haben, liegt der Wert bei Photovoltaik bei 50–100 g/kWh. Bei der Kernenergie liegt er bei 10–30 g/kWh.
Aufgrund des hohen Gewichts in der Stromerzeugung kommt dem Umstieg von der Kohlenutzung hin zu CO2-armen Technologien eine wichtige Rolle beim internationalen Klimaschutz zu. Um das bei der UN-Klimakonferenz in Paris 2015 gesteckte 1,5°-Ziel erreichen zu können, müssen die weltweiten Treibhausgasemissionen selbst unter Inkaufnahme des „Überschießens“ der Treibhausgasfreisetzung spätestens zwischen 2045 und 2060 auf Null zurückgefahren werden. Anschließend muss eine erhebliche Menge des zuvor zu viel emittierten Kohlenstoffdioxids durch Realisierung negativer Emissionen wieder aus der Erdatmosphäre entfernt werden. Erreichbar ist das gesteckte Ziel zudem nur mit einer sehr konsequenten und sofort begonnenen Klimaschutzpolitik, da sich das Zeitfenster, in dem dies noch realisierbar ist, rasch schließt (Stand 2015). Der Kohleausstieg gilt daher als Schlüsselmaßnahme für die Dekarbonisierung der Weltwirtschaft als auch für die Schaffung einer nachhaltigen Gesellschaft, wobei aufgrund des knappen CO2-Budgets gerade die schnelle Reduktion des Kohleverbrauchs von großer Bedeutung ist.
In Deutschland stammen etwa 85 % der Emissionen des Stromsektors aus der Kohleverstromung. Die Abschaltung alter und CO2-intensiver Kohlekraftwerke in Deutschland könnte daher einen großen Beitrag zur Erreichung der Klimaschutzziele der Bundesregierung leisten. Bei einer zusätzlichen Stilllegung von rund drei Gigawatt Steinkohle- und sechs Gigawatt Braunkohlekapazitäten ergibt sich eine CO2-Reduktion von 23 Millionen Tonnen. Hinzu kommen Einsparungen, die sich durch den bereits heute angekündigten Rückbau von rund drei GW Steinkohlekraftwerken ergeben. Gleichzeitig steigen die Großhandelsstrompreise, wodurch sich die Wirtschaftlichkeit der Stromerzeugung insbesondere von flexiblen Gaskraftwerken verbessert. Aufgrund des gestiegenen Großhandelspreises sinkt auch die EEG-Umlage.
Von Klimaschützern und Naturschutzorganisationen wie BUND, DUH, Greenpeace sowie weiteren Umweltschutzorganisationen wird daher der Betrieb, insbesondere aber der Neubau von Kohlekraftwerken kritisiert.

### Umwelt- und Gesundheitsbelastungen
Kohlekraftwerke stehen auch wegen ihres Schadstoffausstoßes in der Kritik. Auch nach dem Einbau von Elektrofiltern und Abgaswäschern in den 1980er Jahren, die den Großteil der Stäube und des Schwefels entfernen, stoßen Kohlekraftwerke relevante Mengen gesundheitsschädlicher Feinstäube, Schwefeldioxid, verbrennungsbedingte Stickstoffoxide und PAK sowie mit der Kohle eingetragene Schwermetalle aus. Schwermetalle liegen im Fall von Quecksilber gasförmig im Abgas vor; andere Schwermetalle wie die krebserzeugenden Stoffe Blei, Cadmium und Nickel sind im Feinstaub enthalten. Luftseitige Grenzwerte sind in der 13. BImSchV festgelegt, Abwassereinleitungen im Anhang 47 der Abwasserverordnung.
Der Ausstoß schwefelhaltiger Verbindungen gilt zusammen mit Stickstoffoxiden als Hauptursache für sauren Regen und die daraus resultierende Schädigung von Pflanzen und Bäumen, die als Waldsterben eine breite Öffentlichkeitswirkung erfuhr. Stickstoffoxide bewirken bei ihrem Niederschlag Umweltschäden durch Überdüngung. Quecksilber kann in giftiges Methylquecksilber umgewandelt werden und gelangt in die Nahrungskette.
Durch den Schadstoffausstoß steigt in der Bevölkerung das Risiko für Erkrankungen, speziell der Lunge und des Herzens, aber auch für Krankheiten wie Nervenschäden und Krebs, wodurch u. a. auch die durchschnittliche Lebenserwartung sinkt. Zugleich führen die Luftbelastungen zu erhöhten Ausgaben für das Gesundheitswesen sowie weiteren wirtschaftlichen Folgekosten, z. B. durch krankheitsbedingt verlorene Arbeitszeit. In der EU betragen diese Kosten laut der Health and Environment Alliance jährlich zwischen 15,5 und 42,8 Mrd. Euro. Die höchsten absoluten Folgekosten wiesen polnische Kohlekraftwerke auf, gefolgt von Kraftwerken in Rumänien und Deutschland. Bezogen auf die erzeugten Kilowattstunden liegen die Folgekosten der deutschen Kohlekraftwerke im Mittelfeld der EU-27.
Feinstaub aus deutschen Kohlekraftwerken ist für 6 % bis 9 % der gesamten Feinstaubemissionen in Deutschland verantwortlich (größte Emittenten sind Verkehr und Feuerungsanlagen von Gewerbe, Handel, Dienstleistern und privaten Haushalten mit zusammen 57 %). Zusammen mit Stickstoffoxid- und Schwefeldioxid-Emissionen führt der Staub aus Kohlekraftwerken in Deutschland statistisch zum Verlust von jährlich etwa 33.000 Lebensjahren, wie eine teilweise umstrittene Studie der Universität Stuttgart im Auftrag von Greenpeace mit Berechnungsmethoden der Europäischen Kommission ermittelt hat. Greenpeace hat daraus, ohne dass es in der Studie erwähnt wird, 3.100 vorzeitige Todesfälle abgeleitet. In der Studie wurde für den im Bau befindlichen Block 4 des Kraftwerks Datteln beispielhaft berechnet, dass das höchste Risiko nicht im Nahbereich, sondern in 100–200 km Entfernung zum Kraftwerk liegt. Dort würde jeder Mensch in jedem Aufenthaltsjahr durch die Feinstaubemissionen des Kraftwerks im Mittel 10,5 Lebensminuten verlieren.
Die Schadstoffemissionen aller großen Kohlekraftwerke sind im Europäischen Schadstoffemissionsregister (PRTR) veröffentlicht. Eine Auswertung der EU-Kommission im Frühjahr 2014 ergab auf Basis der PRTR-Daten von 2012, dass unter den zehn klima-, umwelt- und gesundheitsschädlichsten Anlagen in Europa fünf deutsche Braunkohlekraftwerke sind, die von RWE und Vattenfall betrieben werden. Viele deutsche Kraftwerke liegen bezüglich der absoluten Menge CO2 bei den schlechtesten Anlagen, ebenso wie beim Ausstoß pro erzeugter Stromeinheit (unter den 30 größten Emittenten). Von den zehn Kraftwerken mit der höchstens Emission sind aus Deutschland: Niederaußem und Jänschwalde je 1,2 kg/kWh (RWE/Vattenfall), Frimmersdorf 1,187 kg/kWh (RWE), Weisweiler 1,18 kg/kWh (RWE), Neurath 1,15 kg/kWh (RWE), Boxberg 1,10 kg/kWh (Vattenfall).
Kohlekraftwerke sind zudem für einen großen Teil der Quecksilberemissionen verantwortlich. Die Quecksilberemissionen durch die Energiewirtschaft werden fürs Jahr 2010 auf weltweit ca. 859 Tonnen beziffert, wovon etwa 86 % aus der Verbrennung von Kohle stammen. In Deutschland trug die Energiewirtschaft im Jahr 2013 mit 70 % (6,96 Tonnen) zur Gesamt-Quecksilberemission bei. Während die Quecksilberemissionen anderer Branchen seit 1995 deutlich zurückgegangen sind, liegen die Quecksilberemission der Energiewirtschaft seit 20 Jahren konstant bei rund 7 Tonnen. Allein acht Kohlekraftwerke sind für 40 Prozent der Quecksilberemissionen verantwortlich. Im Januar 2016 zeigte eine im Auftrag der Grünen erstellte Studie, dass die seit April 2015 in den USA für 1100 Kohlekraftwerke geltenden Quecksilber-Grenzwerte in Deutschland von allen Kraftwerken übertroffen werden, da entsprechend strenge gesetzliche Anforderungen fehlen. Würden die gleichen Grenzwerte für Quecksilber-Emissionen wie in den USA gelten (im Monatsmittel umgerechnet etwa 1,5 µg/m³ für Steinkohlekraftwerke und 4,4 µg/m³ für Braunkohlekraftwerke), könnte von den 53 meldepflichtigen Kohlekraftwerke in Deutschland lediglich das inzwischen stillgelegte Kraftwerk Datteln (Block 1–3) am Netz bleiben.
Das Umweltbundesamt empfiehlt seit mehreren Jahren die Absenkung des Grenzwertes im Abgas von Kohlekraftwerken auf 3 µg/m³ im Tagesmittel und 1 µg/m³ im Jahresmittel. Ähnliche Maßnahmen in den USA haben sich als sehr erfolgreich erwiesen. Bei der Umsetzung der europäischen Industrieemissionsrichtlinie haben Bundesregierung und Bundestagsmehrheit Ende Oktober 2012 für Kohlekraftwerke Grenzwerte von 30 µg/m³ im Tagesmittel und (für bestehende Kraftwerke ab 2019) 10 µg/m³ im Jahresmittel beschlossen. Auf der Expertenanhörung im Umweltausschuss des Bundestags am 15. Oktober 2012 war eine Angleichung an die US-amerikanischen Grenzwerte empfohlen worden. Im Juni 2015 hat eine von der Europäischen Kommission geleitete Arbeitsgruppe mit Vertretern aus Mitgliedstaaten, Industrie- und Umweltverbänden festgestellt, dass in Kohlekraftwerken mit quecksilberspezifischen Techniken Emissionswerte unter 1 µg/m³ im Jahresmittel erreichbar sind. Niedrige Quecksilberemissionen lassen sich durch die Zugabe von Aktivkohle, durch Fällungsmittel im Rauchgaswäscher oder Spezialfiltermodule erreichen. Katalysatoren und die Zugabe von Bromsalzen können die Quecksilberausschleusung verbessern, weil sie elementares in ionisches Quecksilber umgewandelt. Die mit diesen Verfahren verbundene Erhöhung der Stromerzeugungskosten wird auf unter 1 Prozent geschätzt.
Niedrige Quecksilber-Konzentrationswerte im Bereich von 1 Mikrogramm pro Normkubikmeter und darunter erreichen beispielsweise das Steinkohle-Kraftwerk in Lünen-Stummhafen, das Steinkohle-Kraftwerk in Wilhelmshaven, das Steinkohle-Kraftwerk in Werne, das Steinkohle-Kraftwerk in Hamm-Uentrop, das Steinkohle-Kraftwerk in Großkrotzenburg bei Hanau sowie das Braunkohlekraftwerk in Oak Grove (Texas/USA)
Im PRTR 2010 sind u. a. die unten genannten Emissionen der neun größten Braunkohlekraftwerke und 14 größten Steinkohlekraftwerke aufgeführt (Emissionen unterhalb der berichtspflichtigen Mengenschwelle sind mit „<“ eingetragen). Zusammen sind diese 23 größten Kohlekraftwerke für ein Viertel aller Treibhausgasemissionen in Deutschland verantwortlich sowie für ein Fünftel der Schwefeldioxide, 10 % der Stickstoffoxide und 44 % der Quecksilberemissionen.
| Kraftwerk                | Betreiber                      | CO2 (Tonnen) | NOx/NO2 (Tonnen) | SOx/SO2 (Tonnen) | Feinstaub (Tonnen) | Hg (kg) | As (kg) | Ni (kg) | Cd (kg) | Pb (kg) | Cr (kg) | Cu (kg) | Zn (kg) |
| ------------------------ | ------------------------------ | ------------ | ---------------- | ---------------- | ------------------ | ------- | ------- | ------- | ------- | ------- | ------- | ------- | ------- |
| Kraftwerk Neurath        | RWE                            | 31.300.000   | 21.700           | 5.570            | 483                | 576     |         |         |         |         |         |         | 1.170   |
| Kraftwerk Niederaußem    | RWE                            | 24.800.000   | 16.500           | 8.650            | 309                | 442     |         | 126     | 19      |         |         | 389     | 452     |
| Kraftwerk Jänschwalde    | LEAG                           | 24.100.000   | 19.200           | 16.100           | 541                | 743     | 281     | 340     |         | 2.580   | 283     | 1.100   |         |
| Kraftwerk Weisweiler     | RWE                            | 18.900.000   | 12.700           | 3.100            | 325                | 271     | 29,7    | 207     | 39,2    |         | 141     | 112     | 270     |
| Kraftwerk Boxberg        | LEAG                           | 18.600.000   | 13.300           | 11.000           | 393                | 512     |         | 484     | 48,9    |         |         | 297     |         |
| Kraftwerk Schwarze Pumpe | LEAG                           | 12.300.000   | 6.000            | 8.440            | 105                | 292     | 106     | 262     | 26,6    | 342     | 117     | 228     |         |
| Kraftwerk Lippendorf     | LEAG                           | 10.800.000   | 8.660            | 10.600           | 95,8               | 538     | 31,9    | 64,8    |         |         |         | 120     |         |
| Kraftwerk Schkopau       | Uniper 55,6 % EP Energy 44,4 % | 5.130.000    | 3.120            | 2.820            | 68,7               | 288     |         | 126     |         |         |         |         |         |
| Kraftwerk Frimmersdorf   | RWE                            | 4.350.000    | 2.760            | 8.840            | 85,4               | 64,1    |         |         |         |         |         |         |         |
| Summe                    | Summe                          | 150.280.000  | 103.940          | 75.120           | 2.406              | 3.726   | 449     | 1.610   | 134     | 2922    | 541     | 2.246   | 1892    |
| Schwellenwert nach PRTR  | Schwellenwert nach PRTR        | 100.000      | 100              | 150              | 50                 | 10      | 20      | 50      | 10      | 200     | 100     | 100     | 200     |

| Kraftwerk                           | Betreiber                                            | CO2 (Tonnen) | NOx/NO2 (Tonnen) | SOx/SO2 (Tonnen) | Feinstaub (Tonnen) | Hg (kg) | As (kg) | Ni (kg) |
| ----------------------------------- | ---------------------------------------------------- | ------------ | ---------------- | ---------------- | ------------------ | ------- | ------- | ------- |
| Großkraftwerk Mannheim              | RWE, EnBW und MVV RHE GmbH                           | 7.880.000    | 3.500            | 1.980            | 124                | 136     | 106     |         |
| Kohlekraftwerk Moorburg             | Vattenfall Heizkraftwerk Moorburg GmbH               | 5.550.000    | 1.360            | 1.020            | 64,9               | 19      |         | 68,3    |
| Kraftwerk Duisburg-Walsum           | STEAG und EVN AG                                     | 4.850.000    | 3.550            | 2.320            |                    | 60,3    |         |         |
| Kraftwerk Voerde                    | STEAG                                                | 4.560.000    | 3.440            | 2.300            | 54,8               | 31,4    | 20,8    |         |
| Kraftwerk Werk Ruhrort              | ThyssenKrupp Steel Europe                            | 4.400.000    | 902              | 888              |                    |         |         |         |
| Kraftwerk Scholven                  | Uniper                                               | 4.120.000    | 3.000            | 1.590            | 99                 | 106     |         |         |
| Kraftwerk Ibbenbüren                | RWE                                                  | 3.920.000    | 2.540            | 1.730            | 53,9               | 41,2    | 297     | 74,5    |
| Kraftwerk Lünen-Stummhafen          | STEAG                                                | 3.430.000    | 1.030            | 990              |                    | 40,1    |         |         |
| Kraftwerk Westfalen                 | RWE                                                  | 3.410.000    | 2.410            | 1.170            |                    | 29,1    |         |         |
| Kraftwerk Heyden                    | Uniper                                               | 3.000.000    | 2.120            | 1.420            |                    | 20,4    |         |         |
| Rheinhafen-Dampfkraftwerk Karlsruhe | EnBW                                                 | 2.970.000    | 1.610            | 1.570            |                    | 93,6    |         |         |
| Kraftwerk Werne                     | RWE                                                  | 2.950.000    | 1.530            | 1.270            |                    | 36      |         | 58,2    |
| Kraftwerk Bergkamen                 | RWE                                                  | 2.840.000    | 2.100            | 1.500            |                    | 20,8    |         | 54,8    |
| Kraftwerk Wilhelmshaven             | Uniper                                               | 2.810.000    | 1.830            | 1.360            |                    | 31,2    |         |         |
| Kraftwerk Rostock                   | EnBW (50,4 %) Rheinenergie (49,6 %)                  | 2.640.000    | 2.130            | 355              |                    | 24,3    | 50,9    | 86,7    |
| Kraftwerk Wolfsburg                 | VW AG                                                | 2.600.000    | 1.770            | 1.000            |                    |         |         |         |
| Heizkraftwerk Reuter West           | Vattenfall                                           | 2.530.000    | 2.060            | 208              | 56,6               | 13,6    | 32,3    | 88,4    |
| Heizkraftwerk Nord (München)        | Stadtwerke München, Abfallwirtschaftsbetrieb München | 2.520.000    | 1.680            | 191              |                    | 19,2    |         |         |
| Kraftwerk Staudinger                | Uniper                                               | 2.430.000    | 1.650            | 417              |                    |         |         |         |
| Kraftwerk Heilbronn                 | EnBW                                                 | 2.360.000    | 1.380            | 1.030            |                    | 37,7    |         |         |
| Kraftwerk Herne                     | STEAG                                                | 2.210.000    | 1.440            | 1.030            |                    | 39,1    |         |         |
| Kraftwerk Werk Hamborn              | ThyssenKrupp Steel Europe                            | 2.070.000    | 131              | 186              |                    |         |         |         |
| Kokerei, Werk Schwelgern            | Pruna Betreiber GmbH                                 | 2.050.000    | 1.420            | 450              |                    |         |         |         |
| Schwellenwert nach PRTR             |                                                      | 100.000      | 100              | 150              | 100                | 10      | 20      | 50      |

### Folgekosten / Externe Kosten
Da externe Effekte diffus in ihrer Auswirkung sind, können diese nicht direkt monetär bewertet, sondern nur durch Schätzungen ermittelt werden. Ein Ansatz, die externen Kosten der Umweltbelastung der Stromerzeugung herzuleiten, ist die Methodenkonvention des Umweltbundesamtes. Danach betragen die externen Kosten der Stromproduktion aus Braunkohle 10,75 ct/kWh, aus Steinkohle 8,94 ct/kWh, aus Erdgas 4,91 ct/kWh, aus Photovoltaik 1,18 ct/kWh, aus Wind 0,26 ct/kWh und aus Wasser 0,18 ct/kWh. Für Atomenergie gibt das Umweltbundesamt keinen Wert an, da unterschiedliche Studien zu Ergebnissen kommen, die um den Faktor 1.000 schwanken. Es empfiehlt die Kernenergie angesichts der großen Unsicherheit, mit den Kosten des nächstschlechteren Energieträgers zu bewerten.
Die gesellschaftlichen Kosten von Braunkohlebergbau und -verstromung wurden für Deutschland im Jahr 2015 auf 15 Mrd. Euro veranschlagt.
Im November 2011 veröffentlichte die Europäische Umweltagentur eine Studie über die gesellschaftlichen Kosten der Luftverschmutzung durch große Industrieanlagen, die ihre Emissionen im Europäischen Schadstoffemissionsregister (EPER) melden mussten. Dabei handelt es sich um externe Kosten, die nicht durch den Verursacher, in diesem Fall die Industrie, getragen werden. In der Studie werden die Kosten dieser Umweltverschmutzung EU-weit auf mindestens 102 bis 169 Mrd. Euro für das Jahr 2009 beziffert, wobei ein großer Teil der verursachten Kosten auf die Energiegewinnung durch Kohlekraftwerke (insbesondere Braunkohlekraftwerke) entfällt. Mit verursachten Kosten von 1,55 Mrd. Euro 2009 rangiert das polnische Braunkohlekraftwerk Bełchatów auf Platz 1 der Industrieanlagen mit den höchsten Folgekosten.
Auf den ersten 10 Plätzen sind ausschließlich Kohlekraftwerke zu finden. Darunter befinden sich fünf deutsche Braunkohlekraftwerke: Jänschwalde (Platz 3 mit 1,23 Mrd. Euro), Niederaußem (Platz 4), Weisweiler (Platz 7), Neurath (Platz 8) und Frimmersdorf (Platz 9 mit 742 Mio. Euro).

### Erwärmung von Flüssen
Kohlekraftwerke erzeugen, wie alle Wärmekraftwerke, naturgemäß Abwärme in die Umgebung. Wenn die Kühlung nicht über einen Kühlturm, sondern durch Direktkühlung mit Flusswasser erfolgt, dann führt die Abwärmeeinleitung zu einer Erwärmung des Gewässers. Von Umweltschutzorganisationen wird dabei befürchtet, dass es durch den bei der Erwärmung sinkenden Sauerstoffgehalt der Flüsse zur Veränderung der Flussfauna bis hin zu einem Absterben derselben kommt. Um dies zu verhindern, ist die maximale Erwärmung der Flüsse in einigen Staaten behördlich festgelegt. Wird die Grenztemperatur überschritten, kann die Kraftwerksleistung gedrosselt werden oder das Kraftwerk ganz vom Netz genommen werden.

### Radioaktivität
Kohle enthält fast immer auch Spuren der radioaktiven Elemente Uran, Thorium und Radium. Der Gehalt liegt je nach Lagerstätte zwischen wenigen ppm und 80 ppm. Da weltweit etwa 7.800 Millionen Tonnen Kohle pro Jahr in Kohlekraftwerken verbrannt wird, schätzt man den Gesamtausstoß auf 10.000 Tonnen Uran und 25.000 t Thorium, der zum großen Teil in der Asche enthalten ist. Die Asche von europäischer Kohle enthält etwa 80–135 ppm Uran.
Zwischen 1960 und 1970 wurde in den USA etwa 1100 Tonnen Uran aus Kohleasche gewonnen. 2007 beauftragte die chinesische National Nuclear Corp die kanadische Firma Sparton Resources, in Zusammenarbeit mit dem Beijing No. 5 Testing Institute Versuche durchzuführen, Uran aus der Asche des Kohlekraftwerks Xiaolongtang in der Provinz Yunnan zu gewinnen. Der Urangehalt der Asche liegt mit durchschnittlich 210 ppm Uran (0,021 %U) über dem Urangehalt mancher Uranerze.

### Kohleabbau

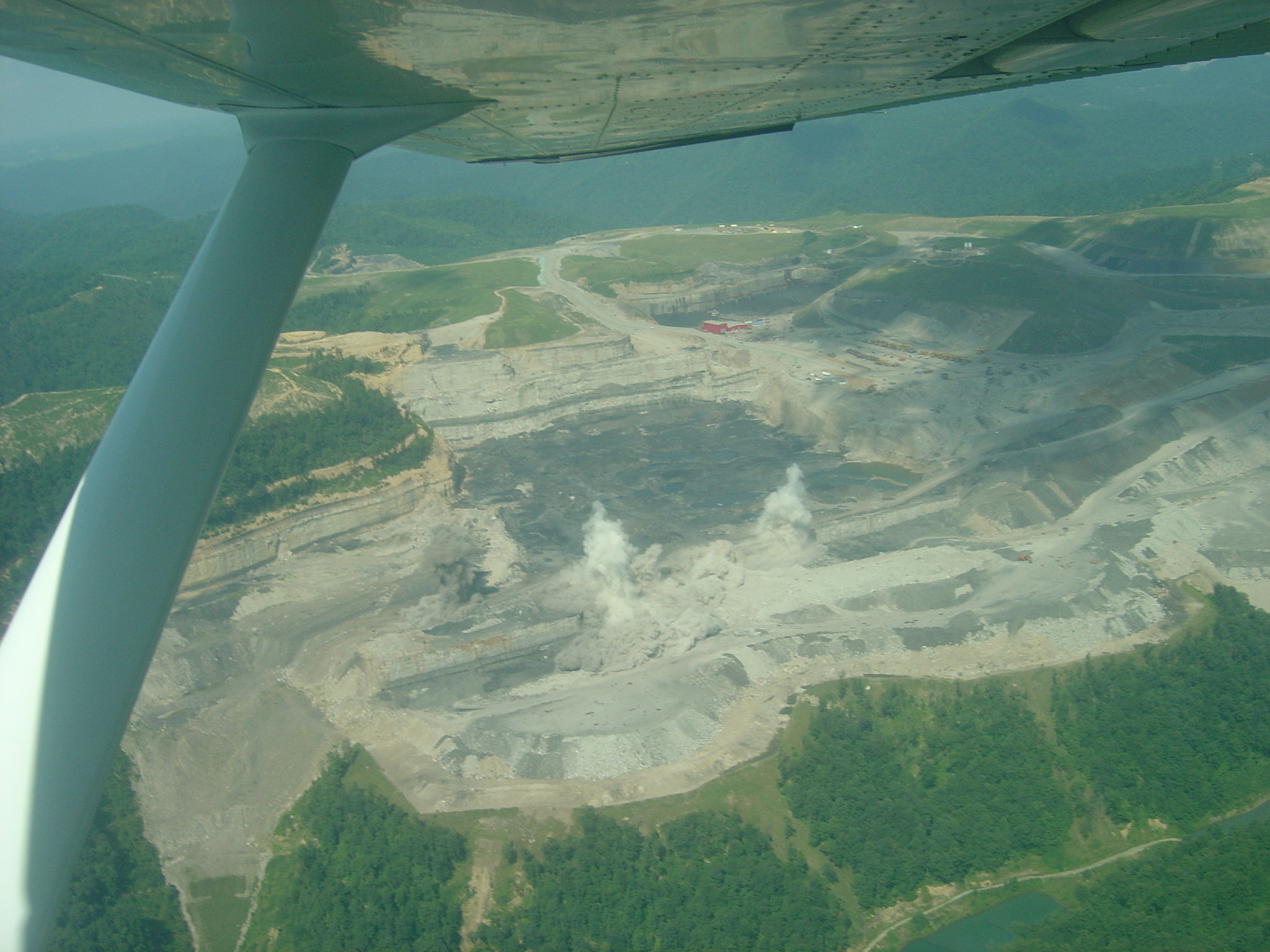
Mountaintop removal mining in West Virginia, USA

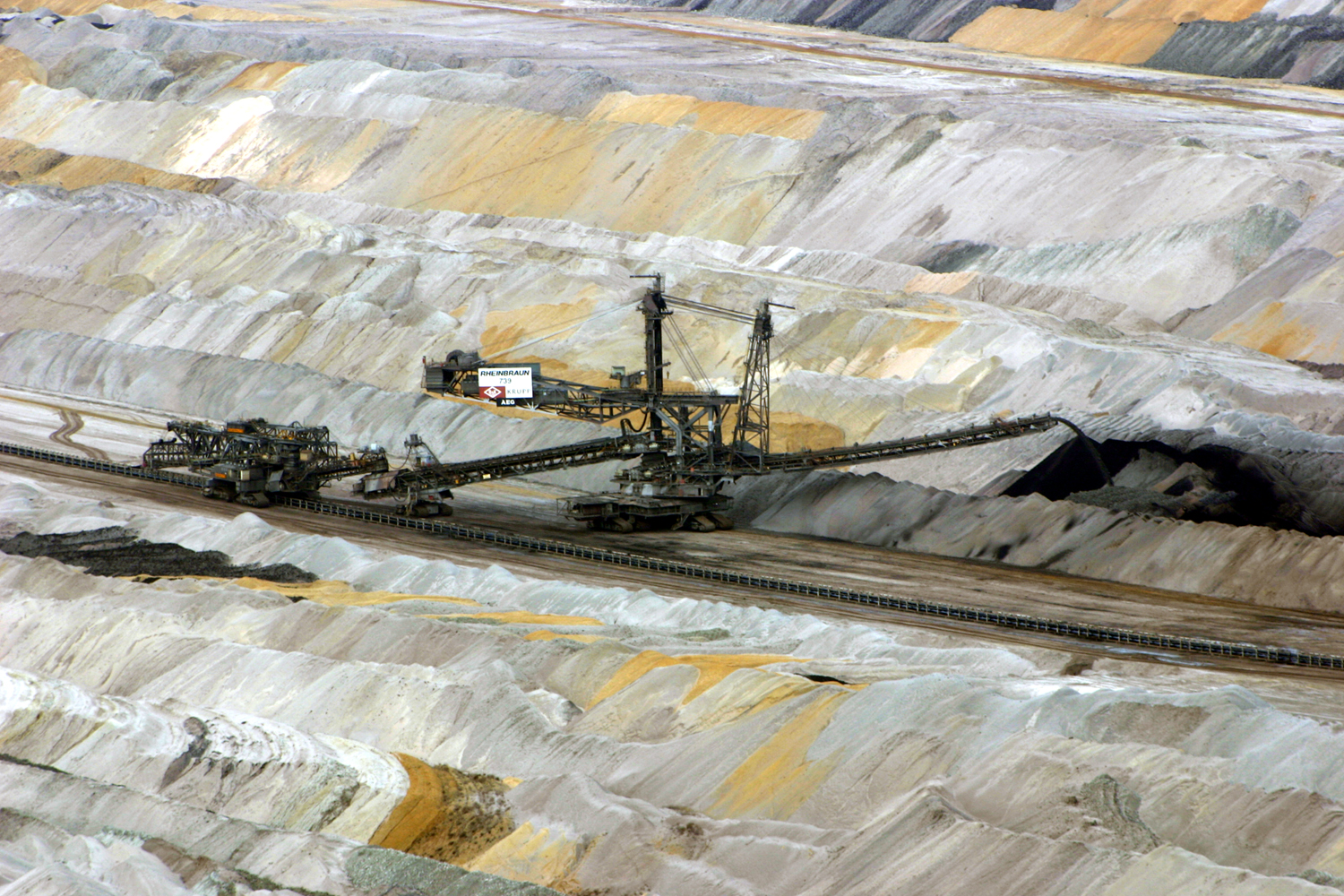
Tagebau Hambach

Während Steinkohle untertägig und im Tagebau gefördert wird, erfolgt der Abbau von Braunkohle üblicherweise im Tagebau. Bei der Förderung kommt es zum Teil zu gravierenden Eingriffen in die Kulturlandschaft sowie zu massiven ökologischen Problemen.
So kann der im Untertagebau betriebene Steinkohlebergbau große Bergschäden auslösen. Hierzu zählen beispielsweise Schäden an Gebäuden und sonstiger Infrastruktur durch Bodensenkungen sowie Veränderungen in der Hydrologie, deren Ausgleich sogenannte Ewigkeitskosten nach sich zieht. Diese betragen laut einem Gutachten der Wirtschaftsprüfungsgesellschaft KPMG im Auftrag des Bundeswirtschaftsministeriums alleine für den deutschen Steinkohlebergbau mindestens 12,5 bis 13,1 Milliarden Euro, wovon 5 Milliarden Euro nur auf die Grubenwasserhaltung entfallen.
Wo Steinkohle relativ nahe an der Oberfläche ansteht, kann Steinkohle auch im Tagebau abgebaut werden. Ein Beispiel hierfür ist die Mine El Cerrejón in Kolumbien, mit einer Fläche von 690 km² eine der größten Steinkohleminen der Welt. In den USA ist geologisch bedingt das Mountaintop removal mining sinnvoll, bei dem zunächst Bergkuppen abgetragen werden und die Steinkohle anschließend im Tagebau gewonnen wird. Dafür wurden in den Appalachen auf einer Fläche von 5.700 km² etwa 500 Bergkuppen abgetragen.
Da Rohbraunkohle wegen des hohen Transportaufwandes eher in nahegelegenen eigens errichteten Kraftwerken verbrannt wird, kann relativ einfach eine Energiebilanz von Rohstoffförderung und Energieerzeugung aufgestellt werden. Im Rheinischen Braunkohlerevier müssen für den Tagebaubetrieb (Schaufelradbagger, Bandförderanlagen, elektrische Güterbahnen, Absetzer, Grundwasserhaltung) z. B. 530 Megawatt elektrischer Leistung vorgehalten werden. Das sind ca. 5 % der installierten elektrischen Leistung des im Rheinischen Braunkohlerevier vorhandenen Kraftwerkparks. Das Lausitzer Braunkohlerevier hat in seinen Tagebauen im Jahr 2012 ca. 2,5 % des im Revier aus Braunkohle erzeugten Stroms für den Tagebaubetrieb verbraucht.
Setzen Kraftwerke andere Energieträger ein, z. B. Steinkohle oder Erdgas, ist die Bilanzierung auf Grund der verschiedenen Gewinnungs- und Aufbereitungsarten, Transportstufen und Entfernungen, die diese Energieträger durchlaufen, weitaus schwieriger.
Der Abbau von Braunkohle im Tagebau ist mit einem immensen Flächenverbrauch verbunden (siehe auch: Liste deutscher Braunkohletagebaue). So wurden z. B. alleine im Rheinischen Braunkohlerevier bis ins Jahr 2006 296 Quadratkilometer Fläche abgebaggert. Insgesamt beträgt der Flächenverbrauch aller deutschen Braunkohletagebauten ca. 2400 km², was rund der vierfachen Fläche des Bodensees bzw. nahezu der Fläche des Saarlandes entspricht. Damit einher gingen und gehen großflächige Umsiedlungen für die Bevölkerung (siehe auch: Liste abgebaggerter Ortschaften). Nach Schätzungen des BUND-NRW werden alleine im Zeitraum 1950–2045 45.000 Menschen im Rheinischen Braunkohlerevier umgesiedelt werden, falls die bisher genehmigten Tagebaue vollständig ausgekohlt werden. Unter anderem aufgrund der sozialen Komponenten, die mit einer Umsiedlung einhergehen, z. B. dem Auseinanderreißen von Ortsgemeinschaften, dem Verlust der Heimat usw., stoßen Braunkohletagebaue insbesondere bei der betroffenen Bevölkerung auf starke Kritik, was sich u. a. in der Gründung von Bürgerinitiativen gegen die Neuausweisung von Braunkohletagebauen äußert. Überdies wird von Kritikern moniert, dass Braunkohletagebaue massiv in die Umwelt eingriffen, dem Tourismus sowie der Naherholungsfunktion der Landschaft schadeten sowie zu großen Wertverlusten an Gebäuden und Grundstücken führten. Auch seien Anwohner einer großen Staubbelastung ausgesetzt, die sich in gesundheitlichen Problem äußere.

## Politische Diskussion

### Entwicklung in Deutschland
Der Bund für Umwelt und Naturschutz Deutschland (BUND) und die Deutsche Umwelthilfe (DUH) stellten 2013 ein Gutachten vor, welches die rechtlichen Instrumente zur Verhinderung des Neubaus von Kohlekraftwerken und zur Begrenzung von Laufzeiten für bestehende Kohlekraftwerke untersuchte. Es zeigt auf, dass es rechtlich möglich wäre, neue Anlagen zu verhindern und die Laufzeit bestehender Anlagen zu begrenzen. Mit den von den Umweltverbänden vorgeschlagenen Kriterien an Emissionen und Effizienz könnte der Gesetzgeber diese klimaschädliche Erzeugungsart beenden, so deren Votum. Ein Gutachten im Auftrag der Grünen zeigt die bestehenden rechtlichen Möglichkeiten in der Bürgerbeteiligung beispielsweise im Planfeststellungsverfahren auf. Mehrfach kam es zu Demonstrationen gegen Kohleverstromung, beispielsweise im August 2014 in Form einer Menschenkette mit ca. 7500 Teilnehmern von Brandenburg bis Polen.
In Deutschland wird sich der Beitrag der Kohle zur Stromversorgung parallel zum Ausbau der Erneuerbaren Energien bis zur Mitte des Jahrhunderts stark reduzieren. Bis 2050 sollen Erneuerbare Energien mindestens 80 % der Stromversorgung leisten, sodass fossile Energien nur noch maximal 20 % decken müssen. Nach einem Eckpunktepapier von Bundeswirtschaftsminister Sigmar Gabriel (2015) sollten alte Kohlekraftwerke bis 2020 deutlich seltener zum Einsatz kommen, was durch die teils kritisierte Kapazitätsreserve erreicht werden sollte.

### Internationale Entwicklung
Die kanadische Provinz Ontario hat als erste größere Verwaltungseinheit den Kohleausstieg umgesetzt, als 2014 das letzte Kohlekraftwerk vom Netz ging. Die Weltbank und die Europäische Investitionsbank investieren nur noch in Ausnahmefällen in Kohlekraftwerke.
Auch in anderen Ländern (z. B. in 12 von 34 chinesische Provinzen) und bei einigen Investoren (z. B. dem staatlichen Pensionsfonds Norwegens) wird diskutiert oder geplant, aus der Kohleverstromung auszusteigen. General Electric hat angekündigt, aus dem Geschäft mit dem Neubau von Kohlekraftwerken auszusteigen.
Gerd Müller, Bundesminister für wirtschaftliche Zusammenarbeit und Entwicklung sagte im September 2019, in Afrika seien 950 neue Kohlekraftwerke in Planung oder Bau. Im März 2021 sprach er von 400 Kohlekraftwerken.
Laut einer anderen Quelle produzieren (Stand März 2021) 34 Kohlekraftwerke insgesamt etwa 53 Gigawatt und liefern damit ein Drittel der benötigten Elektrizität auf dem Kontinent. 19 dieser Kraftwerke stehen in Südafrika. Laut der Website Global Coal Plant Tracker sind in Afrika derzeit 25 neue Kohlekraftwerke geplant.
Global sank in der ersten Jahreshälfte 2020 erstmals die Gesamtleistung aller Kohlekraftwerke, da mehr Kohlekraftwerksleistung stillgelegt wurde (21,2 GW) als neue in Betrieb genommen wurde (18,3 GW).

## CO2-Abscheidung

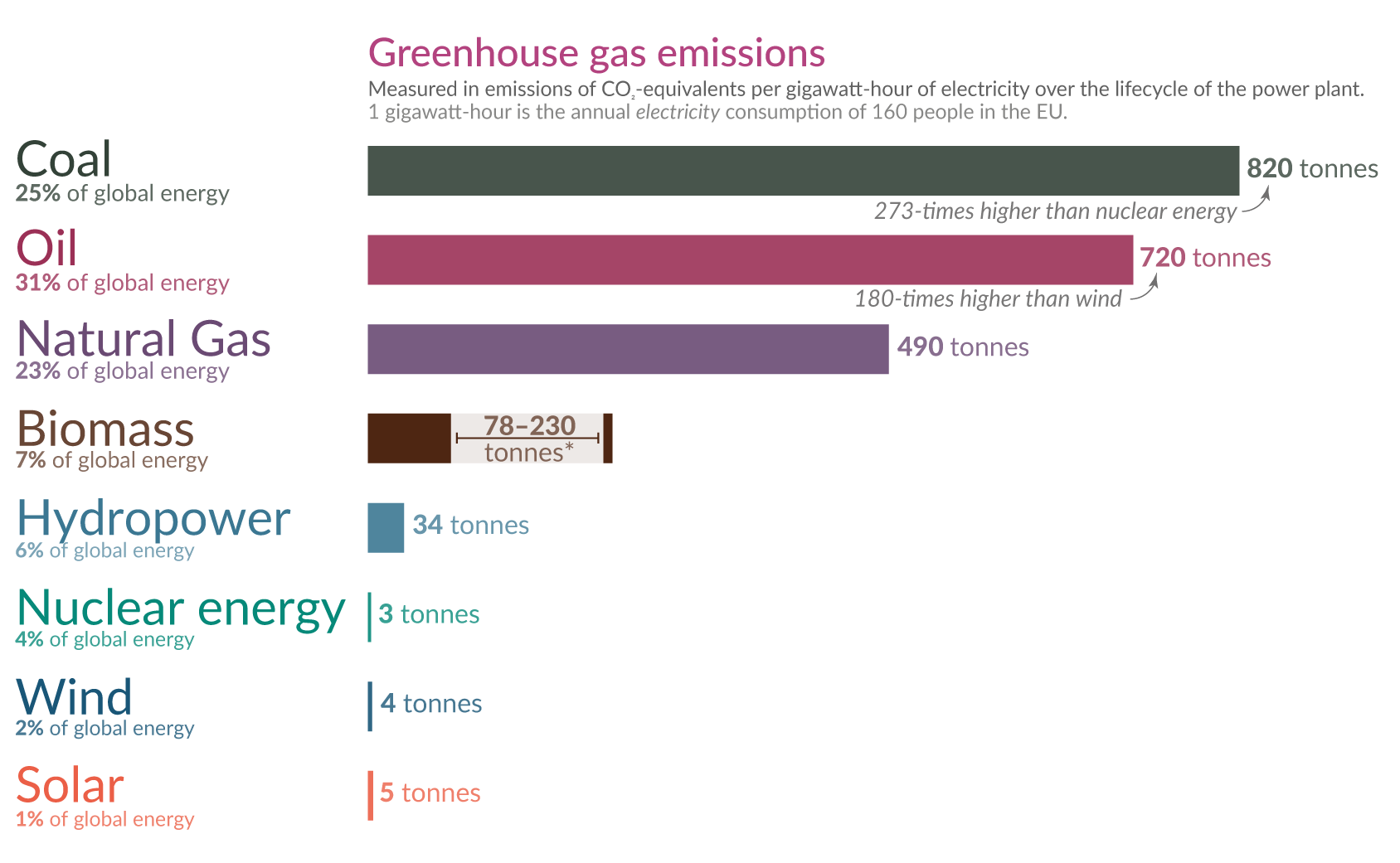
Treibhausgase nach Energiequelle. Kohle ist der Energieträger mit den meisten Treibhausgasen.

Da Kohlenstoffdioxid der wichtigste Treiber der menschengemachten globalen Erwärmung ist, muss sich die technologische Weiterentwicklung der Kohlekraftwerke in den nächsten Jahrzehnten maßgeblich an ihrem CO2-Ausstoß orientieren. In Deutschland betrug der durchschnittliche CO2-Ausstoß bei der Steinkohleverstromung im Jahr 2010 ca. 900 g/kWh und bei Braunkohleverstromung ca. 1160 g/kWh. Der Bau von Kohlekraftwerken mit Kohlendioxidabscheidungen und Speicherung, die das Treibhausgas aus dem Rauchgas entfernen und sicher endlagern, wird derzeit erforscht, zudem existieren eine Reihe von Pilotanlagen. Der Beweis für die technische und wirtschaftliche Umsetzbarkeit der CCS-Technik in der Praxis steht bisher jedoch noch aus.
Drei Prinzipien der CO2-Abtrennung werden diskutiert:
1. Pre Combustion: Abscheidung der kohlenstoffhaltigen Bestandteile des Brennstoffes vor der Verbrennung,
2. Post Combustion: Abtrennung des Kohlenstoffdioxids aus dem Rauchgas nach der Verbrennung,
3. Oxyfuel-Prozess: Verbrennung des Brennstoffes in reiner Sauerstoffatmosphäre und Verflüssigung des entstehenden Kohlenstoffdioxids.

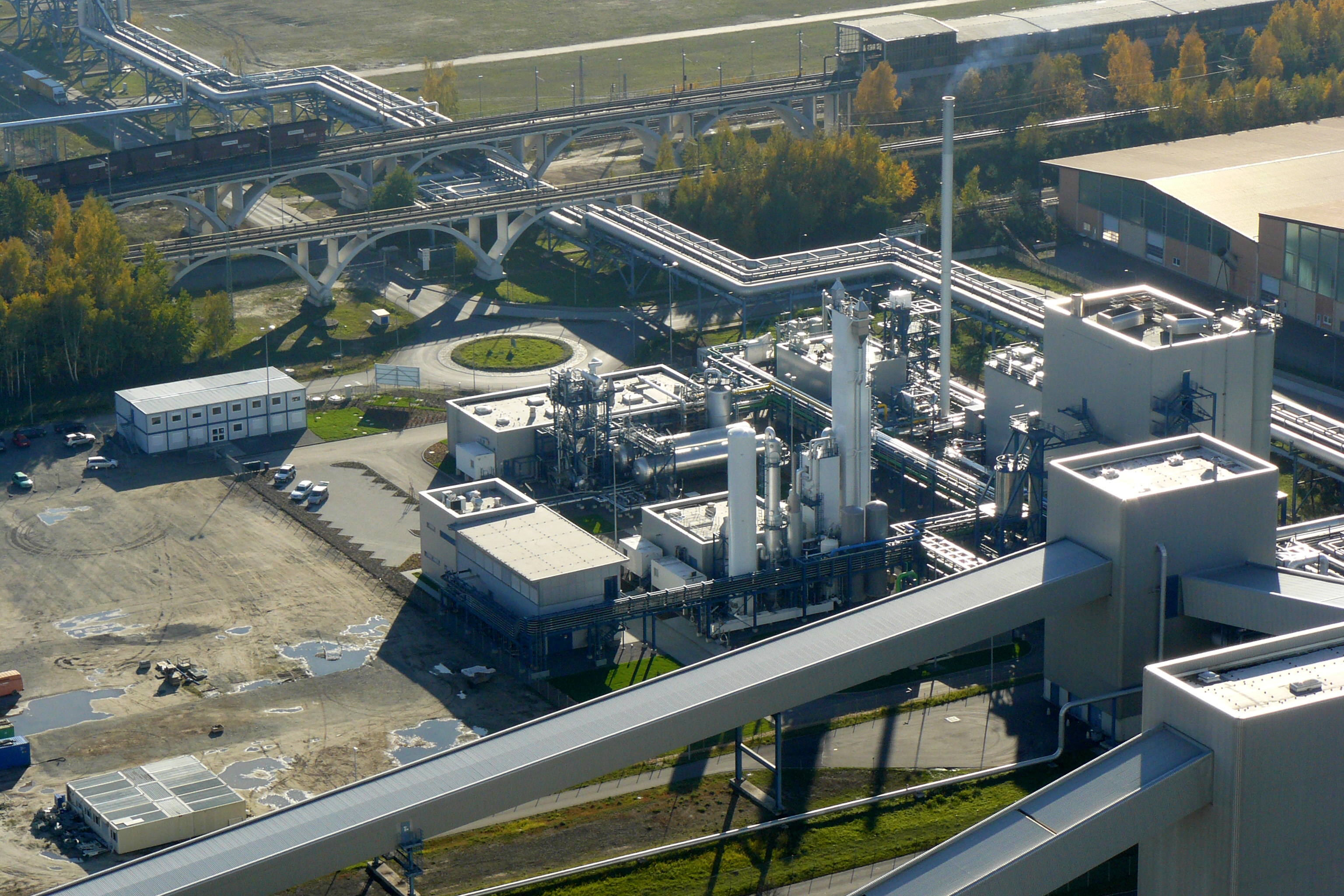
Ehemalige Pilotanlage auf dem Gelände von Kraftwerk Schwarze Pumpe

Alle diese Verfahren beinhalten einen erheblichen Eigenbedarf innerhalb des Gesamtprozesses der Stromerzeugung. Bei gleicher Stromausbeute liegt der Primärenergiebedarf eines CCS-Kraftwerkes gegenüber einem konventionellen Kraftwerke um 14–25 % höher, was vor allem durch den Energieverbrauch der Rauchgastrennung sowie der Verdichtung des CO2-s verursacht wird. Dafür lässt sich der CO2-Ausstoß deutlich senken, wenn auch nicht auf Null reduzieren. Während konventionelle Steinkohlekraftwerke in einer Lebenszyklusanalyse einen CO2-Ausstoß von 790–1020 g/kWh aufweisen, liegt der Ausstoß eines CCS-Kraftwerkes bei 255–440 g und damit deutlich höher als Erneuerbare Energien oder Kernkraftwerke.
Die beim Prozess der CO2-Abtrennung gewonnenen Stoffe können an anderer Stelle verwendet werden. Geplant ist beispielsweise, das Kohlenstoffdioxid in der Erdölförderung zur Erhöhung der Lagerstättenausbeute in den Untergrund zu verpressen. Diese Lagerung von Kohlenstoffdioxid ist jedoch umstritten, da Katastrophen befürchtet werden, falls große Mengen Kohlenstoffdioxid plötzlich austreten (siehe auch: Nyos-See). Zudem werden auch eine Gefahr für das Grundwasser und eine verstärkte Erdbebentätigkeit in den betroffenen Gebieten befürchtet.
Ebenfalls negativ ist der hohe Wasserverbrauch von Kohlekraftwerken mit Kohlenstoffdioxidabscheidung, der höher liegt als bei allen anderen Kraftwerksarten. In Industriestaaten gehören Wärmekraftwerke zu den größten Wasserkonsumenten; in den USA entfallen etwa 40 % der gesamten Wasserentnahme aus Frischwasserquellen auf Wärmekraftwerke.
Von September 2008 bis August 2014, betrieb die Vattenfall Europe Technology Research GmbH eine erste Pilotanlage auf Basis des Oxyfuel-Prozesses. Sie war auf dem Gelände des Kraftwerkes Schwarze Pumpe entstanden und hatte eine Leistung von 30 Megawatt (thermisch).

## Kosten für Kohlekraftwerksneubauten
In der folgenden Tabelle sind Daten zur Kostenstruktur eines Kraftwerkneubaus für Steinkohle aufgelistet. Hierbei ist zu beachten, dass sich die Kosten seit dem Jahr 2003 teilweise deutlich erhöht haben. Für den Kraftwerksneubau in Herne wurde beispielsweise ein spezifischer Anlagenpreis von 2133 Euro je Kilowatt installierter Leistung zugrunde gelegt.
| Kostenkategorie                                       | Betrag               | Einheit              |
| ----------------------------------------------------- | -------------------- | -------------------- |
| Installierte Bruttoleistung                           | 600                  | MW                   |
| Spezifischer Anlagenpreis                             | 798                  | €/kW (brutto)        |
| Absoluter Anlagenpreis                                | 478,8                | Mio. €               |
| Elektrischer Eigenbedarf                              | 7,4                  | % der Bruttoleistung |
| Elektrischer Eigenbedarf                              | 44,4                 | MW                   |
| Instandhaltung                                        | 1,5                  | %/Jahr               |
| Bedienungspersonal                                    | 70                   | Personen             |
| Personalkosten je Beschäftigtem                       | 70000                | Euro/Jahr            |
| Hilfs- und Betriebsstoffe                             | 1,00                 | Euro/MWh             |
| Brennstoffpreis 1)                                    | 106,01               | Euro/t SKE           |
| Brennstoffkosten 1)                                   | 3,3                  | Cent/kWh             |
| Stromgestehungskosten 1)                              | ≈5,2 ohne CO2-Abgabe | Cent/kWh             |
| 1) Stand 2. Quartal 2008, ohne Steinkohlesubventionen |                      |                      |

Bei Neubauprojekten kommt es regelmäßig zu unvorhergesehenen Kostensteigerungen und Bauverzögerungen. So sollte das neue Kohlekraftwerk von RWE in Hamm bereits 2012 ans Netz gehen, doch es kam immer wieder zu Verzögerungen. Die Kosten stiegen von 2 Mrd. auf 2,4 bis 3 Mrd. Euro im Jahr 2014. Im Dezember 2015 wurde ein Block des Kohlekraftwerks schließlich vor Fertigstellung stillgelegt.
Zahlreiche Planungen für neue Kohlekraftwerke in Deutschland wurden in den letzten Jahren aus verschiedenen Gründen zurückgezogen. Grund seien laut Handelsblatt „immer wieder Proteste von Bürgern vor Ort“ sowie wirtschaftliche Faktoren: „Angesichts des rasant wachsenden Anteils erneuerbarer Energien, deren Stromerzeugung stark schwankt, wird es immer schwieriger, ein Kohlekraftwerk über lange Zeiträume im Volllastbetrieb zu fahren. Das macht den Betrieb weniger wirtschaftlich“, konstatiert das Handelsblatt. Zudem lassen steigende Kosten für den Kraftwerksneubau, den Brennstoff Kohle und für Emissionszertifikate die Rentabilität neuer Kohlekraftwerke ebenso schrumpfen wie die Aussicht auf längere Laufzeiten der Atomkraftwerke. Der dänische Energiekonzern DONG investiert deshalb am Standort Deutschland statt in Kohlemeiler künftig lieber in Gaskraftwerke, berichtet die Financial Times Deutschland. Sie seien als flexibler Ausgleich für schwankende Strommengen aus Wind und Sonne die beste Alternative und emittierten zudem wesentlich weniger Kohlendioxid als Kohlekraftwerke. Auch E.ON-Chef Johannes Teyssen ging 2014 nicht mehr davon aus, „dass mit der konventionellen Stromerzeugung künftig noch nennenswert viel Geld verdient werden kann.“
Eine von der WestLB finanzierte Studie von 2009 kommt zu dem Schluss, dass neue Kohlekraftwerke unter den neuen Bedingungen des Emissionshandels und des Ausbaus der Erneuerbaren Energien nur noch selten wirtschaftlich rentabel sind: „Unter den heutigen Rahmenbedingungen am deutschen Strommarkt rechnen sich Investitionen in fossile Großkraftwerke oft nicht mehr. … Ein Ausbau der Erneuerbaren Energien hat eine Strompreis senkende Wirkung an der Strombörse. Dies führt zu einer Verschlechterung der Rendite von allen Kraftwerken, die sich am Strommarkt behaupten müssen. (…) Die vermehrte Investition der großen Stromversorger in Erneuerbare Energien ist (…) als wirtschaftlich richtiger Schritt zu werten.“
Das Büro für Technikfolgenabschätzung beim Deutschen Bundestag warnt in einem Bericht für den Forschungsausschuss vor Investitionen in neue Kohlekraftwerke und bezeichnet diese als „stranded investment“. Neben dem ökonomischen Aspekt seien Kohlekraftwerke kontraproduktiv für den Klimaschutz und hinderlich für den weiteren Ausbau der Erneuerbaren Energien, da Kohlekraftwerke Schwankungen von Solar- und Windstrom auf Grund ihrer Trägheit kaum ausgleichen können.
In Deutschland wurde Kohle Stand 2017 jährlich mit ca. 3,2 Milliarden Euro staatlich subventioniert. Dies entsprach 51 % aller Kohle-Subventionen der zehn emissionsstärksten europäischen Länder.

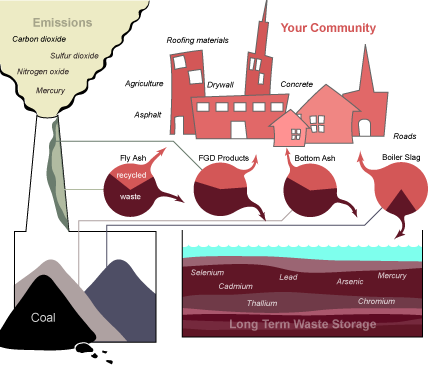
Darstellung der in den USA wiederverwendeten (hellrot) und deponierten (dunkelrot) Anteile der Verbrennungsrückstände Flugasche (Fly Ash), Produkte der Rauchgasentschwefelung (FGD Products), Rostasche (Bottom Ash) und Ofenschlacke (Boiler Slag).

## Verbrennungsrückstände
Nach der Verfeuerung von Festbrennstoffen verbleiben feste Verbrennungsrückstände. Bei der Rauchgasreinigung fällt vornehmlich Flugasche an, speziell bei der Rauchgasentschwefelung moderner Kraftwerke aber auch REA-Gips. Diese Stoffe werden teilweise im Bauwesen als Bestandteil von Zementen bzw. als Baugips weiterverwendet.
Die im Brennerraum entstehende Rostasche und Schlacke müssen regelmäßig entfernt werden. Sie können ebenfalls als Zugabe bei der Herstellung von Zement sowie als Beton-Zuschlagstoff verwendet werden. Teilweise werden sie im Bauwesen als Füllstoffe mit besonderen Eigenschaften eingesetzt, z. B. als Zugabe- und Füllmaterial im Straßenbau. Schlacke kann auch als Strahlmittel oder als Granulat zur Herstellung von Schüttungen eingesetzt werden.
Verbrennungsrückstände enthalten unterschiedlich stark gebundene Anteile von Schwermetallen und können teilweise radioaktiv sein.